# Кериго
Кериго — горная река в России, протекает в Итум-Калинский район Чеченской Республики. Правый приток реки Аргун.

## География
Река Кериго берёт начало на склоне горы Качу Тушетского хребта. Течёт на север по горному ущелью вдали от населённых пунктов. Устье реки находится в 96 км от устья Аргуна по правому берегу. Длина реки — 21 км, площадь водосборного бассейна — 232 км². Основной приток — река Тюалой (левый).
В 5-6 км от устья реки Кериго у развалин Корхой находится Куройский углекислый источник — памятник природы регионального значения.

## Данные водного реестра
По данным государственного водного реестра России, относится к Западно-Каспийскому бассейновому округу, водохозяйственный участок реки — Сунжа от города Грозный до впадения реки Аргун. Речной бассейн реки — реки бассейна Каспийского моря междуречья Терека и Волги.